# Língua tamang
Tamang (Devanágari: तामाङ; tāmāng) é um termo usado pra se referir coletivamente a um conjunto de dialetos falados principalmente no Nepal, Siquim, Bengala Ocidental (principalmente distritos de Darjeeling) e algumas partes de Assam e região nordeste. Compreende Tamang Oriental, Noroeste de Tamang, Sudoeste de Tamang, Leste de Gorkha Tamang, e Tamang Ocidental. A semelhança lexical entre o Leste de Tamang (considerado como o mais proeminente) e outras línguas tamang varia entre 63% e 81%. Para efeito de comparação,  a semelhança lexical entre o espanhol e o português é estimada em 89%. O tamang provavelmente dividiu-se das línguas tibetanas anteriormente ao século VII.

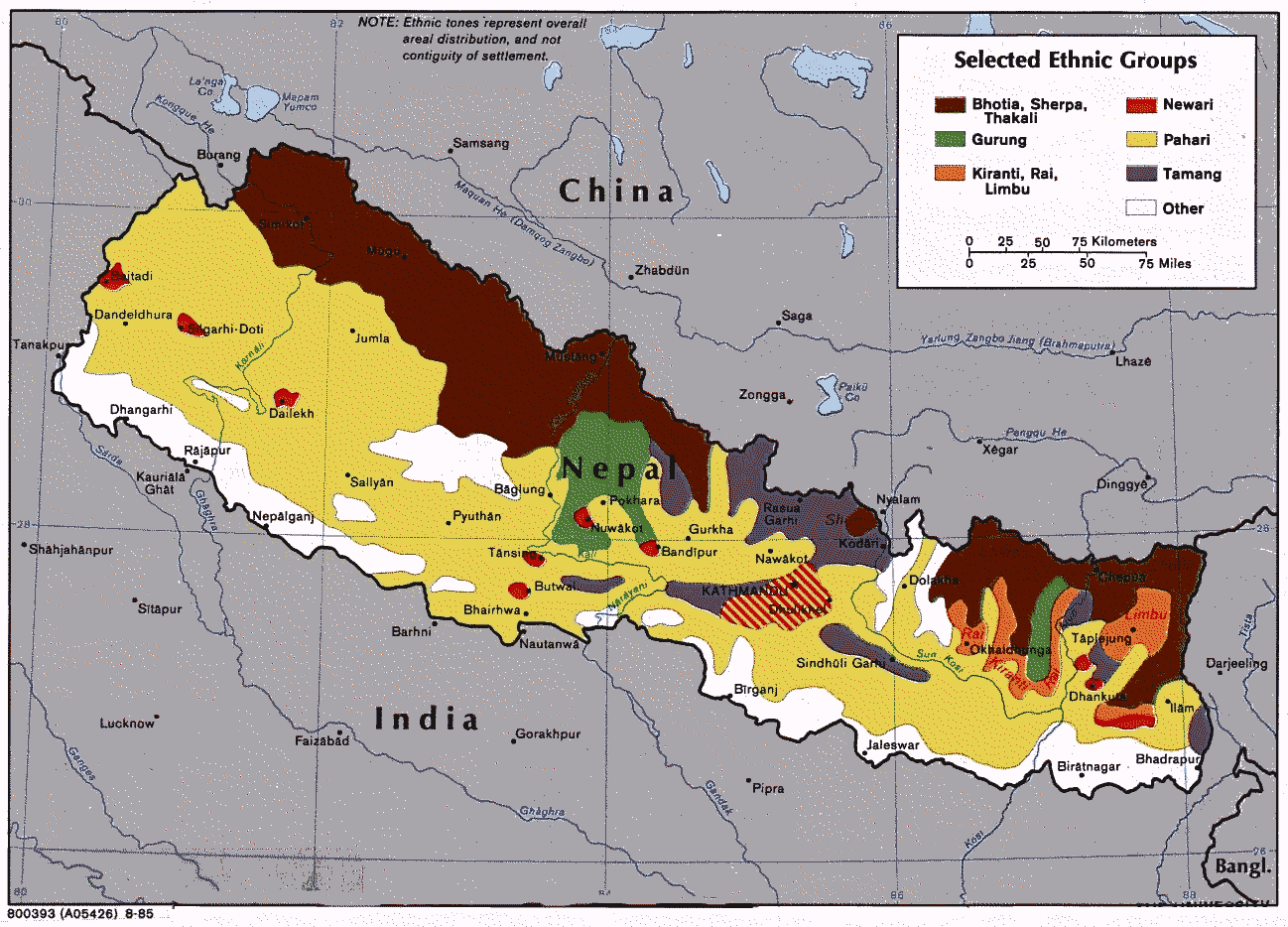
Tamang (notar que Kulu Rodu estão marcados erroneamente como Tamu/Gurung neste mapa)

Tamang

## Dialetos
Ethnologue divide Tamang nas seguintes variantes:
- Tamang Oriental: 759 mil falantes no Nepal (2000 ). PopulaÃ§Ã£o total em todos os paÃses: 773 mil. Sub-dialetos sÃ£o os seguintes.
  - Outer-Eastern Tamang (Sailung Tamang)
  - Central-Eastern Tamang (Temal Tamang)
  - Southwestern Tamang (Kath-Bhotiya, Lama Bhote, Murmi, Rongba, Sain, Tamang Gyoi, Tamang Gyot, Tamang Lengmo, Tamang Tam)
- Tamang Ocidental: 323 mil (2000). Os sub-dialetos sÃ£o:
  - Trisuli (Nuwakot)
  - Rasuwa
  - Northwestern dialect of Western Tamang (Dhading); separate ISO code. Population 55,000 (1991 census). Spoken in the central mountainous strip of Nuwakot District, Bagmati Pradesh.
  - Southwestern dialect of Western Tamang
- Gorkha Tamang Oriental: 4 mil (2000). Os sub-dialetos sÃ£o:
  - Kasigaon
  - Kerounja

```
Tamang Ã© uma das línguas sino-tibetanas mais faladas no Nepal.
```

## Geografia
Ethnologue fornece as seguintes informaÃ§Ãµes de localizaÃ§Ã£o para as variedades de Tamang.
Tamand Oriental
- Bagmati Pradesh: distrito de Bhaktapur, distrito de Chitwan, distrito de Dolkha, distrito de Kathmandu, distrito de Kavrepalanchok, distrito de Lalitpur,  distrito de Makwanpur, distrito de Nuwakot oriental, distrito de Ramechhap, distrito de Sindhuli e distrito de Sindhupalchowk ocidental
- ProvÃncia No. 1: Distrito de Okhaldhunga, Distrito de Khotang ocidental e Distrito de Udayapur

Tamang Sudoeste
- Bagmati Pradesh: distrito de Chitwan, distrito de Dhading ao sul, Ã¡rea do distrito de Kathmandu ocidental e noroeste e distrito de Makwanpur a noroeste
- ProvÃncia No. 2: Distrito de Bara, Distrito de Parsa e Distrito de Rautahat

Tamang Ocidental
- Bagmati Pradesh: distrito oeste de Nuwakot, distrito de Rasuwa e distrito de Dhading
- faixa montanhosa central do distrito de Nuwakot, Bagmati Pradesh ( Northwestern Tamang )
- Distrito nordeste de Sindhupalchok, Bagmati Pradesh: Bhote Namlan e Bhote Chaur, na margem oeste do rio Trishuli em direÃ§Ã£o ao rio Budhi Gandaki
- Distrito noroeste de Makwanpur, Bagmati Pradesh: Phakel, Chakhel, Khulekhani, Markhu, Tistung e Palung
- Distrito norte de Kathmandu, Bagmati Pradesh: Jhor, Thoka e Gagal Phedi

Gorkha Tamang Oriental
- sul e leste de Jagat, distrito de Gorkha ao norte, Gandaki Pradesh

## Gramática
Algumas características gramaticais das línguas Tamang incluem:
- Uma ordem canônica de palavras é sujeito-objeto-verbo (SOV)
- Uso de pós posições;
- Os genitivos seguem os substantivo;
- Palavras interrogativas são mediais na frase;
- É uma linguagem ergativa-absolutiva;

## Fonologia

### Consoantes
|             |             | Labial | Dental/ Alveolar | Retroflexa | Palatal | Velar | Glotal |
| ----------- | ----------- | ------ | ---------------- | ---------- | ------- | ----- | ------ |
| Oclusiva    | surda       | p      | t                | ʈ          |         | k     |        |
| Oclusiva    | aspirada    | pʰ     | tʰ               | ʈʰ         |         | kʰ    |        |
| Oclusiva    | palatizada  | pʲ     | tʲ               | ʈʲ         |         | kʲ    |        |
| Oclusiva    | labializada | pʷ     | tʷ               | ʈʷ         |         | kʷ    |        |
| Africada    | surda       |        | ts               |            |         |       |        |
| Africada    | aspirada    |        | tsʰ              |            |         |       |        |
| Africada    | palatizada  |        | tsʲ              |            |         |       |        |
| Africada    | labializada |        | tsʷ              |            |         |       |        |
| Fricativa   | Fricativa   |        | s                |            |         |       | h      |
| Nasal       | Nasal       | m      | n                |            |         | ŋ     |        |
| Rótica      | Rótica      |        | r                |            |         |       |        |
| Aproximante | Aproximante | w      | l                |            | j       |       |        |

### Vogais
|         | Anterior | Posterior |
| ------- | -------- | --------- |
| Fechada | i iː     | u uː      |
| Medial  | e eː     | o oː      |
| Aberta  | a aː     | a aː      |

A nasalidade ocorre apenas marginalmente e é normalmente transcrita com uma marca  [ã].

### Tons
As linguagens Tamang foneticamente são  tonais.
Quatro tons ocorrem como decrescente alta  [â], nível médio-alto  [á], nível médio-baixo  [à], nível muito baixo  [ȁ].

## Sílabas
As silibass  Ttamang podem ser CV, CVC, CCV, V ou CCVC;

## Escrita
As línguas tamangicas usam a escrita Tam-Yig que é semelhante o alfabeto tibetano e a Devanāgarī.

## Amostra de texto
Tamang Oriental (escrita Devanagari)
बेनान म्हीकादे प्रतिष्ठा थेन याङतामला आधाररी केमाहेन्सेन स्वतन्त्र थेन च्योच्यो ताला। थेनीकादे बुद्धि थेन विवेक किन्दासी खाबा ताला ओम गीसेमगीला गुङरी डीक्पा ह्रिक्पा लातोसेदा मुला।
Tamang Oriental (escrita Tibetana)
བེན།ན་ མཱི།ཀ།དེ པྲཏིཥྛ། ཐེན་ ཡ།ངཏ།མལ། ཨ།ན།ར་རཱི ཀེམ།ཧེནྶེན་ སྭ་ཏནྟྲ ཐེན་ ཙོཙོ ཏ།ལ།. ཐེནཱིཀ།དེ བུདྣི ཐེན་ ཝིཝིཀ་ ཀིནྡ།སཱི ཁ།བ། ཏ།ལ། ཨོམ་ གཱིསེམ་གཱིལ། གུང་རཱི ཌཱིཀྤ། ཧྲིཀྤ། ལ།ཏོསེད། མུལ།.
IPA
benanʌ mʰikade prʌtisʈʰa tʰenʌ yaŋʌtamʌla adʰarʌri kemahensenʌ sʷʌtʌntrʌ tʰenʌ tsʲotsʲo tala. tʰenikade buddʰi tʰenʌ wiwekʌ kindasi kʰaba tala omʌ ɡisemɡila ɡuŋʌri ɖikpa rʰikpa latoseda mula.
Português
Todos os seres humanos nascem livres e iguais em dignidade e direitos. Eles são dotados de razão e consciência e devem agir uns com os outros com espírito de fraternidade.
(Artigo 1 da Declaração Universal dos Direitos Humanos)